# Andrea Tornielli
Andrea Tornielli (ur. 1964 w Chioggia) – włoski pisarz i dziennikarz katolicki.
Studiował historię języka greckiego na Uniwersytecie w Padwie. Współpracował z dziennikiem „Il Sabato”. Obecnie jest watykanistą mediolańskiego „Il Giornale”. Pisuje także dla miesięcznika katolickiego „Il Timone”. Ma własną audycję we włoskim Radio Maria. Prowadzi również popularny we Włoszech blog Sacri palazzi, na łamach którego porusza ważniejsze tematy związane z historią współczesnego katolicyzmu. Tornielli jest żonaty i ma troje dzieci.

## Książki
- Giovanni XXIII. Vita di un Padre Santo, Gribaudi.
- Il Giubileo e le indulgenze, Gribaudi.
- Fatima. Il segreto svelato, Gribaudi.
- Quando la Madonna piange. Veggenti, guaritori, apparizioni. Mondadori, 1995.
- z Bruno Contrada Ultimo incarico: criminale!, Arbor, 1995.
- Il mistero delle lacrime. Inchiesta sulla Madonna di Civitavecchia. Segno, 1996.
- z Francesco Bruno Analisi di un mostro. Sedici delitti in diciassette anni senza mai lasciare tracce. Come, quando e perché uccide. Identikit del superkiller di Firenze, Arbor, 1996.
- z Alessandro Zangrando. Papa Luciani. Il parroco del mondo. Segno, 1998.
- z Mario Celi Il segreto di Milingo, Piemme 2001.
- Pio XII. Il Papa degli ebrei. Piemme, 2001.
- z Evi Crotti. Dalla penna dei papi. Ritratti, caratteri e segreti dei Pontefici dell'ultimo secolo. Gribaudi, 2002.
- z Livio Fanzaga Maria e il futuro dell'umanità, Gribaudi, 2002.
- Escrivá fondatore dell'Opus Dei, Piemme, 2002.
- Ratzinger. Custode della fede, Piemme, 2002.
- La scelta di Martini, Piemme, 2002.
- z Alessandro Zangrando. Papa Luciani. Il sorriso del santo, Piemme, 2003.
- Paolo VI. Il timoniere del Concilio, Piemme, 2003.
- z Matteo Napolitano. Il Papa che salvò gli ebrei. Dagli archivi segreti del Vaticano tutta la verità su Pio XII, Piemme, 2004.
- La passione. I vangeli e il film di Mel Gibson, Piemme, 2004.
- z Livio Fanzaga L'inganno di Satana, Gribaudi, 2004.
- Gerusalemme. Martini e Tettamanzi insieme per la pace, Piemme, 2004.
- Benedetto XVI. Il custode della fede, Piemme, 2005.
- z Matteo Napolitano. Pacelli, Roncalli e i battesimi della Shoah. Piemme, 2005.
- I miracoli di Papa Wojtyla, Piemme, 2005.
- Inchiesta su Gesù bambino. Misteri, leggende e verità sulla nascita che ha diviso in due la storia, Gribaudi, 2005.
- z Jacopo Guerriero. Partigiani di Dio. Flavio e Gedeone Corrà, San Paolo Edizioni, 2006.
- z Livio Fanzaga. Attacco alla Chiesa, Gribaudi, 2006.
- Inchiesta sulla resurrezione. Misteri, leggende e verità. Dai Vangeli al Codice da Vinci, Gribaudi, 2006.
- z Andrea Gianelli. Papi guerre e terrorismo, SugarCo, 2006 (polskie wydanie Papieże a wojna w 2006)
- Processo al Codice da Vinci. Dal romanzo al film, Gribaudi, 2006.
- Il segreto di Padre Pio e Karol Wojtyla. Piemme, 2006.
- Pio XII. Eugenio Pacelli. Un uomo sul trono di Pietro, Mondadori, 2007
- z Saverio Gaeta. Padre Pio. L'ultimo sospetto, Piemme, 2008
- z Vittorio Messori, Perché credo. Una vita per rendere ragione della fede, Piemme, 2008
- z Giacomo Galeazzi, Papa Francesco. Questa economia uccide, Piemme, 2015